# 麥斯·禾獲特
麥斯·約翰·禾獲特，MH（Max John Woodward，1990年10月27日—），生於香港，香港職業欖球運動員，
香港男子七人欖球代表隊隊長，現時效力日本頂級欖球聯賽球隊Shining Arcs Tokyo-Bay Urayasu。

## 球員生涯
禾獲特生於香港，在9歲已開始打欖球並從小已有入場看七欖賽，從小型欖球至青少年欖球的梯隊亦有入選，更是16歲以下、18歲以下和20歲以下青年軍隊長，於2014球季包辦本地球壇三大個人榮譽，包括代表隊最佳球員、7人賽最佳球員和15人賽最佳球員成為三料欖球先生，在2014年3月首次入選香港七人欖球代表隊，於2014年9月代表香港參加南韓仁川舉行的亞運會7人欖球賽，在決賽負於日本國家隊奪得銀牌，於2015年9月的亞洲七人欖球系列賽首次擔香港隊隊長，獲香港隊主教練備加力稱：「禾獲特具有領袖個性和特質，他在7人及15人賽有穩定表現，並且深受隊友尊重。」
自2015年亞洲欖球錦標賽後，禾獲特專注在7人欖球賽為的是進軍奧運，隨著香港男子7欖隊未能入圍里約奧運，他認為是時候暫且將7人欖球放下，並於2017年6月1日宣布加盟日本頂級欖球聯賽球隊Shining Arcs Tokyo-Bay Urayasu簽約2年，按例持香港特區護照的他是以亞洲外援身份參賽，並已卸下香港七人欖球隊隊長職務，是次登陸日本聯賽希望透過轉換環境，令自己的運動員生涯更有趣味，他期望在新環境專注打15人制比賽，但未來仍會隨時接受7人制或15人制香港隊的徵召。
2018年9月，禾獲特代表中國香港參加印尼舉行的亞運會七人欖球比賽；結果，香港隊以全勝姿態打進決賽，並在決賽以14比0擊敗日本隊，奪得金牌。

## 個人榮譽
- 香港欖球總會 代表隊最佳球員（2014年）
- 香港欖球總會 7人賽最佳球員（2014年）
- 香港欖球總會 15人賽最佳球員（2014年）